# Géographie de la région autonome du Tibet
Cet article concerne la géographie de la région autonome du Tibet. Pour la géographie du Tibet ethnographique et historique, voir l'article Géographie du Tibet.

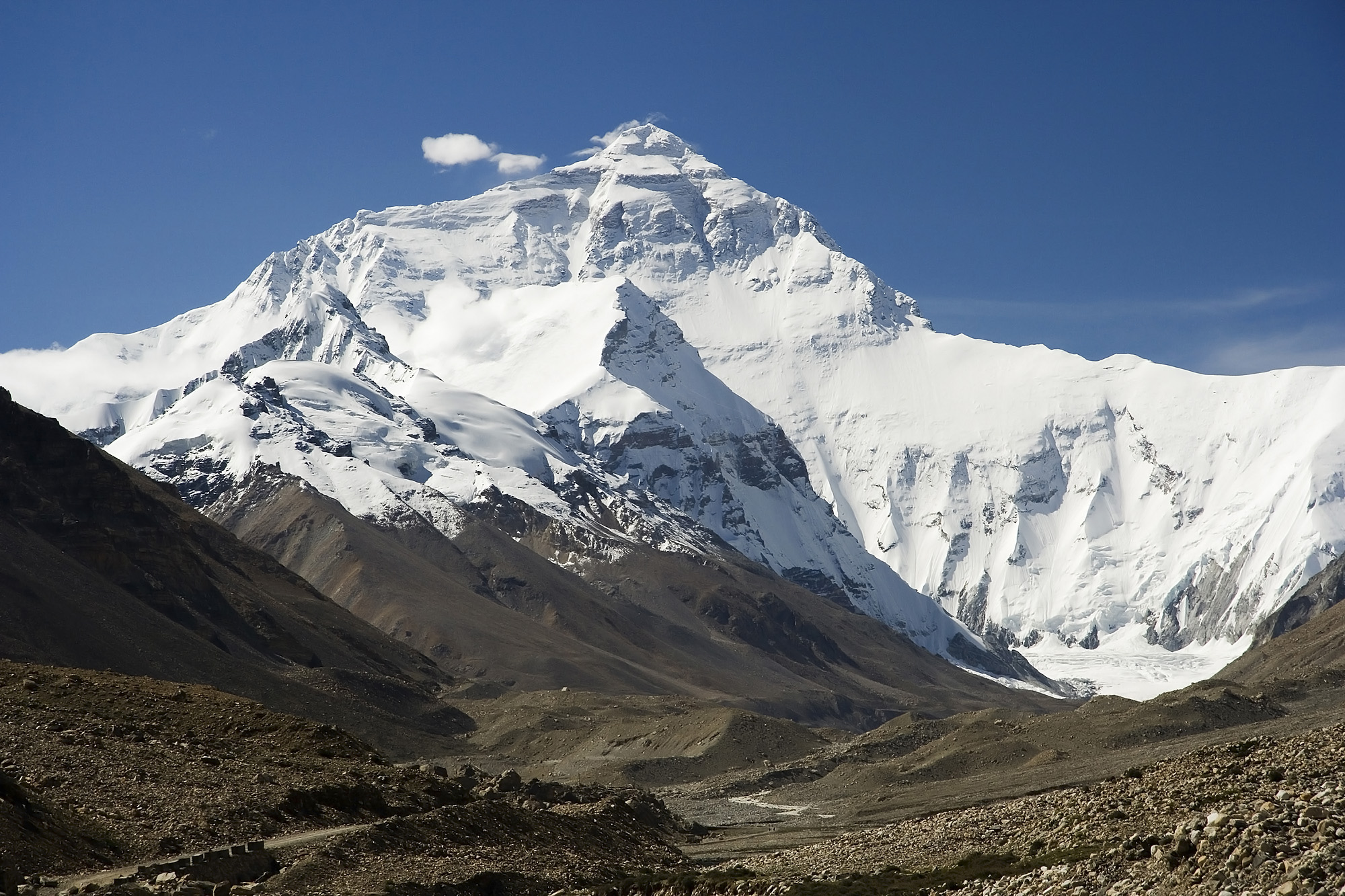
Mont Everest

La région autonome du Tibet est située dans le sud-ouest de la République populaire de Chine. Sa superficie est de 1,22 million de km2 soit environ un huitième de la superficie de la Chine. À sa périphérie se situe la Région autonome ouïgoure du Xinjiang et la province du Qinghai au nord, le Sichuan à l'est, le Yunnan au sud-est. Au sud et à l'ouest, les 3 842 km de frontière la séparent, d'ouest en est, du Népal, du Bhoutan, de l'Inde et du Myanmar.

## Lacs
La région autonome du Tibet est la région de Chine la plus abondante en lacs. Elle compte plus de 1 500 lacs de diverses dimensions et aux paysages différents. Leur superficie totale est d'environ 23 800 km2. Les lacs dont la superficie dépasse 1 000 km2  sont les lacs Nam Co, Sengli Co et Zhari Namco. 47 lacs ont une superficie supérieure à 100 km2. Les lacs salés sont plus nombreux que les lacs d'eau douce. On en compte 251, d'une superficie totale de 8 000 km2. Autour d’eux s'étendent souvent des prés fertiles, habités de nombreux animaux sauvages. Les eaux de la plupart des lacs sont de bleu foncé et limpides. Dans certains grands lacs, des îlots sont souvent des « royaumes d'oiseaux ».
Les lacs les plus connus sont le Nam Co, le Basum Co, le Yamzho Yumco, le Sengli Co, le Mapam Yumco et le Bangong Co.
- Le Nam Co se situe entre le xian de Damxung de Lhassa et le xian de Bangkog de la préfecture de Nagchu. C'est le plus grand lac du Tibet et le deuxième lac salé de Chine. C'est aussi un lac sacré.
- Le Basum Co ou Dragsum Tsho est situé dans le district de Gongbo'gyamda dans la préfecture de Nyingchi, à 300 km à l'est de Lhassa. Il est appelé aussi lac Conggo.
- Le Yamzho Yumco ou Yamdrok-Tso est situé à 90 km à l'est de Gyantsé. C'est le plus grand lac continental au pied nord de l'Himalaya et la plus vaste escale d'oiseaux migrateurs du sud du Tibet. C'est aussi un lac sacré.
- Le Sengli Co, un lac d'eau douce, est situé dans le xian de Zhongba, dans la préfecture de Xigazê. À une altitude de 5 386 m, c'est le lac le plus haut du monde.
- Le Mapam Yumco ou lac Manasarovar est situé dans le xian de Burang, dans la préfecture de Ngari, à plus de 1 600 km à l'ouest de Lhassa. C'est un des plus hauts lacs d'eau douce du monde. C'est aussi un lac sacré.
- Le Bangong Co ou Pangong Tso est situé dans le xian de Rutog, dans la préfecture de Ngari. Les deux tiers du lac se trouvent en Chine, et le reste en Inde[2].

## Villes principales
Les villes y sont très peu peuplées, la population agricole étant importante dans cette région. Le recensement chinois du 1er novembre 2000 donne les populations urbaines pour les villes de Lhassa et Xigazê et les populations urbaines de leurs districts pour les autres villes.
Population urbaine des villes de la province du Xizang au 1/11/2000
| Ville                                          | Population urbaine 1/7/1990 | Population urbaine 1/11/2000 |
| ---------------------------------------------- | --------------------------- | ---------------------------- |
| Lhassa (Lhasa, Lasa)                           | 91 968                      | 171 719                      |
| Xigazê (Shigatse)                              | 30 206                      | 46 060                       |
| District de Nêdong : (ville Zedang) (Zêtang)   | 16 700                      | 32 584                       |
| District de Qamdo (Chamdo)                     | 18 877                      | 30 484                       |
| District de Nagchu (Nagqu)                     | 13 299                      | 24 364                       |
| District de Nyingchi : (ville Bayi) (Bayizhen) | 14 346                      | 21 293                       |
| District de Lhünzê (Longzi)                    | 0                           | 14 552                       |
| District de Gonggar                            | 2 939                       | 12 592                       |

## Référence
1. ↑  La géographie, les ressources et la division administrative du Tibet, China Internet Information Center (CIIC) (version en ligne d'un livre publié en 2008 aux Éditions étrangères, Beijing, Chine)
2. 1 2  Les lacs, dans La géographie, les ressources et la division administrative du Tibet, version en ligne, Éditions en langues étrangères, Beijing, 2008  (ISBN 978-7-119-05239-7).
3. ↑  Source : city population.de